# Serono
Serono était une société de biotechnologie, fondée en 1906 en Italie, qui a transféré son siège mondial à Genève en 1977. Elle développait des produits pharmaceutiques et était le leader mondial dans le domaine des traitements contre l'infertilité avec 60 % de parts du marché. Elle se plaçait ainsi au 3e rang mondial des sociétés spécialisées en biotechnologie. En 2006, l'allemand Merck KGaA a racheté  64,5% de la société pour 10,6 milliards d'euros et l'a intégrée dans son groupe sous l'entité Merck Serono.

## Histoire

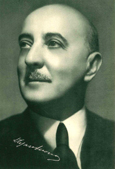

La société Serono a été fondée par le docteur Cesare Serono (it) (1871-1952)  qui, après avoir étudié la chimie et la médecine à l'université de Turin, a notamment effectué des recherches sur l'action thérapeutique de la lécithine ainsi que du cholestérol et de ses dérivés. Dans le même temps, il fonde un laboratoire de production à Turin, sous la raison sociale de Dott. Cesare Serono e C., qui devient en 1906 l'Istituto Nazionale Medico Farmacologico Serono avec transfert du siège social à Rome. La Bioplastina devient rapidement le produit phare de la société. Dans les années 1920, il s'en vend plus de 1,3 million de boîtes par mois. Il s'agit d'un fortifiant à base de lécithine et de lutéine.
Dans les années 1930, Cesare Serono joue un rôle politique et est notamment nommé député pour le compte du Parti national fasciste tandis que Pietro Bertarelli devient directeur général de la société en 1935 (jusqu'en  1965) . La société passe sous le contrôle de la banque du Vatican qui produit à partir de 1949 un médicament contre l'infertilité, la ménotropine (en), à partir de l'urine de femmes ménopausées. Après quelques améliorations, ce produit devient un grand succès sous le nom de Pergonal et une succursale est ouverte aux Etats-Unis à Boston en 1971. 
Fabio Bertarelli, directeur de 1965 à 1996, acquiert le contrôle financier de la société en 1974 puis transfère son siège social à Genève en 1977 et installe quatre laboratoires en Suisse romande à partir de 1984 (Aubonne, Coinsins, Corsier-sur-Vevey, Genève) ainsi qu'un site de production à Bari en 1991, notamment pour le Saizen (somatropine pour traiter les retards de croissance). Dona Bertarelli et Ernesto Bertarelli héritent de la société,.
Ernesto Bertarelli dirige la société de 1996 à 2006 et en fait une véritable multinationale cotée à la bourse de New York et au SMI. Sous sa direction, le chiffre d'affaires passe de 1,1 à 3,3 milliards de francs pour 4600 employés. Le Rebif, un interféron bêta utilisé contre la sclérose en plaques, assure alors plus de la moitié des ventes. Toutefois, la société est mise en vente à la fin 2005 après avoir été condamnée à payer une amende de 704 millions de dollars aux Etats-Unis pour des fraudes sur les modalités de vente du Serostim, une hormone de croissance recombinante utilisée contre la perte de poids. L'entreprise fait alors également face à la faiblesse de son pipeline de nouveaux produits combinée à l'arrivée prévisible de produits venant concurrencer le Rebif.
Le 21 septembre 2006, Serono est vendue pour une somme qui atteindra finalement 16,6 milliards de francs au groupe allemand Merck dont près de 10 milliards pour la famille Bertarelli. Intégrée dans la division biopharmaceutique de Merck, la filiale issue de la fusion porte depuis lors le nom de Merck Serono.

## Sites
Au début du XXIe siècle, la société disposait d'établissements dans les villes suivantes :
- Centres de recherche et de développement (Genève, Chilly-Mazarin, Boston,  Italie, Israël)
- Lieux de production (Suisse : Aubonne, 317 employés ; Coinsins ; Corsier-sur-Vevey, 220 employés. Italie. Espagne. France : Meyzieu, Semoy, Calais.  Porto Rico.)
- Centre opérationnel : juste avant sa vente, elle a fait construire un grand centre opérationnel à Genève-Sécheron, inauguré à l'automne 2006 pour 1700 employés.